# 1912 na música
- Odeon, de Ernesto Nazareth é gravado.

## Nascimentos
| Data           | Nome              | Profissão             | Nacionalidade  | Observações | Ref   |
| -------------- | ----------------- | --------------------- | -------------- | ----------- | ----- |
| 30 de Janeiro  | Herivelto Martins | compositor            | Brasil         | m. 1992     |       |
| 5 de Abril     | Carlos Guastavino | compositor            | Argentina      | m. 2000     |       |
| 4 de Setembro  | Carmen Barbosa    | cantora               | Brasil         | m.1942      | [ 1 ] |
| 5 de Setembro  | John Cage         | compositor e escritor | Estados Unidos | m. 1992     |       |
| 13 de Dezembro | Luiz Gonzaga      | compositor            | Brasil         | m. 1989     |       |

## Mortes
| Data         | Nome           | Profissão  | Nacionalidade | Observações | Ref |
| ------------ | -------------- | ---------- | ------------- | ----------- | --- |
| 13 de Agosto | Jules Massenet | compositor | França        | n. 1842     |     |